# 리큐 7철
리큐 7철(일본어: 利休七哲 리큐우시치테츠[*])은 센노 리큐의 수제자 7명을 말한다. 리큐의 증손에 해당하는 오모테센가의 고신 소사(江岑宗左)가 쓴 《강잠하서》(江岑夏書)에 거론되고 있다.
다만 다도서에 따라 그 구성이 미묘하게 달라서, 리큐 7절에 오다 나가마스, 센노 도안, 아라키 무라시게를 더해 리큐 10철(利休十哲)이라고도 한다. 
1. 가모 우지사토 - 필두
2. 호소카와 다다오키
3. 후루타 시게나리
4. 시바야마 무네쓰나
5. 세타 마사타다
6. 다카야마 나가후사 (우콘)
7. 마키무라 도시사다

## 같이 보기
- 다도